# Спартз, Эмерсон
Эмерсон Джеймс Спартз (англ. Emerson James Spartz, родился 17 февраля 1987 года) — самый успешный автор New York Times и CEO базирующегося в Чикаго Spartz Media. Спартз создал свой первый сайт MuggleNet в 12 лет.

## Ранние года
Спартз рос в Ла-Порте, Индиана. В возрасте 12 лет, Спартз уговорил своих родителей, позволить ему бросить школу и заняться самообразованием. Он разработал свой план обучения,со своими родителями, в программу входило обязательное задание читать четыре короткие биографии успешных людей каждый день.

## Карьера

### MuggleNet
Спартз основал сайт MuggleNet, посвященный героям книг Роулинг в 1999 году. В 2007 году, Эмерсон стал соавтором книги — «MuggleNet.com’s What Will Happen in Harry Potter 7 — Who Lives, Who Dies, Who Falls in Love, and How the Series Finally Ends.» По состоянию на 21 июля, 2007 года, было проданно 335 000 экземпляров книги, и она заняла второе место в списке лучших детских книг, по версии New York Times, находясь в этом списке шесть месяцев. Эмерсон совершил тур совместно с Беном Шоэном и другими членами команды Mugglenet.com, в поддержку своей книги.
В 2009, Спартз и Бен Шоэн сочинили ещё одну книгу «MuggleNet.com’s Harry Potter Should Have Died: Controversial Views From The #1 Fan Site»(Гарри Поттер должен умереть).

### Spartz Media
В 2009 году, Спартз основывает компанию Spartz Media. In May 2009, GivesMeHope (GMH) was founded by Spartz and Gaby Montero. On GivesMeHope, users share true stories of kindness and generosity. На сайте, люди делились с миром самыми светлыми, поднимающими настроение моментами из своей жизни, отвечая на вопрос «Что дает тебе мечта?». Сайт был создан в отчет на FMyLife (FML), что сделало сайт Viedemerde.fr. ещё более популярным.
В ноябре 2010 года, компания выпустила книгу в которую вошли 127 историй с сайта. Каждая история в книге сопровождалась иллюстрациями.
В январе 2010 Спартз основывает OMG Facts. Ежемесячно сайт просматривают 30 миллионов человек, 500 000 подписчиков на YouTube, и более 5 000 000 читателей на Twitter.

## Личная Жизнь
Спартз выпускник University of Notre Dame Mendoza College of Business 2009 года.Johnson, Nancy. Notre Dame Business Magazine (англ.). Notre Dame Business Magazine. Архивировано 15 апреля 2013 года. Спартз разработал несколько методик позволяющих ему экономить время на запись конспектов и заучивании материала. Очень любит читать. Старается читать по крайней мере одну книгу за день.
В 2011 году женился на Геби Монтеро.